# Hermonassa lanceola
Hermonassa lanceola är en fjärilsart som beskrevs av Moore 1867. Hermonassa lanceola ingår i släktet Hermonassa och familjen nattflyn. Inga underarter finns listade i Catalogue of Life.